# Григоріїв Мирослав Никифорович
Миросла́в Ники́форович Григо́ріїв (нар. 26 квітня (9 травня) 1911, Кам'янець-Подільський, нині Хмельницької області — пом. 7 червня 2000, Вашингтон, США) — український художник-графік, журналіст.

## Біографія
Син громадського діяча, педагога Никифора Григоріїва та його дружини Ганни Петрівни. Батьки назвали сина на честь Мирослава Січинського, який на знак помсти за кривди польської адміністрації українському населенню Галичини та фальсифікацію нею виборів до австрійського парламенту 12 квітня 1908 року застрелив у Львові галицького намісника Анджея Потоцького в його робочому кабінеті.
За словами батька, Мирослав Григоріїв «був першою дитиною в інтелігентній родині в Кам'янці, яка змалку виховувалася українською мовою» .
Від 1920 року перебував в еміграції у Празі. Навчався в Українській гімназії, брав участь у створенні рукописних учнівських часописів «Смолоскип» (Прага, 1924—1925) та «Ранок» (Прага, 1925—1927). У 1933—1937 роках навчався в Українській студії пластичного мистецтва у Празі.
У 1931—1937 роках Мирослав Григоріїв працював асистентом в Українському соціологічному інституті в Празі. Дописував до українських і чеських періодичних видань, зокрема до газети «Назустріч», журналів «Життя і знання», «Нова Україна». Ілюстрував український дитячий часопис «Пчілка» (Ужгород, 1923—1932), а також низку чеських видань. 1935 року Григоріїв був редактором українського інформаційного бюлетеня «Українкор».
У 1941—1944 роках Григоріїв працював художником у Львівському оперному театрі. Тут здійснив, зокрема, 1943 року оформлення вистави «Гамлет» (режисер Йосип Гірняк).
1945 року Григоріїв виїхав до Німеччини і перебував у таборі для переміщених осіб в Аугсбурзі. Був редактором і видавцем пластових часописів «Пластун» (1945—1947) та «Новак». Крім того, працював ілюстратором і карикатуристом, зокрема, виконав обкладинки до українських книг, виданих у Німеччині: «Український народний співаник» (1946), «Порвані струни» Ростислава Василенка (1947). Оформив обкладинку першого у світі перекладу твору Джорджа Орвелла «Колгосп тварин» (опублікований 1948, перекладач І. Чернятинський).
1948 року Мирослав Григоріїв емігрував до США і оселився у Нью-Йорку. У 1948—1955 роках працював художником. У 1955—1958 роках був диктором і перекладачем в Українському відділі «Голосу Америки». У 1958—1967 роках працював художником фільмового відділу Міністерства військово-морських сил. Одночасно у 1960—1968 роках виступав як театральний карикатурист.

## Творчість
Твори: книжкова графіка, ілюстрації. Оформив низку видань у Празі, Львові та США, зокрема «Пригоди Сірка Клаповухого» Степана Риндика.
Здійснив оформлення видання англійською мовою книги Івана Франка «Мойсей» (1973). Мирослав Григоріїв — автор низки портретів та картин на теми творчості Миколи Гоголя.
За словами Юрія Шевельова, «Мирослав Григоріїв був графік легкого пера, що вміло схоплювати справді характеристичне в людях і явищах» .
Автор книг «Техніка пропаганди в совєтській пресі» (Прага, 1935), «Методи пропаганди серед молоді в комуністичній пресі» (Прага, 1936), «Німці й Україна» (Вінніпег, 1940, під псевдонімом М. Кам'янецький).